# Ivana Grubor
Ivana Grubor (in serbo Ивана Грубор?; Novi Sad, 28 giugno 1984) è un'ex cestista serba.
Alta 184 cm, gioca come ala.

## Carriera
Nel 2007 è stata convocata per gli Europei in Italia con la maglia della nazionale della Serbia.